# Sisco Heights (Washington)
Sisco Heights es un lugar designado por el censo ubicado en el condado de Snohomish en el estado estadounidense de Washington. En el año 2010 tenía una población de 2.696 habitantes.

## Geografía
Sisco Heights se encuentra ubicado en las coordenadas 48°7′8″N 122°6′28″O / 48.11889, -122.10778.